# Maxx Leeuwarden

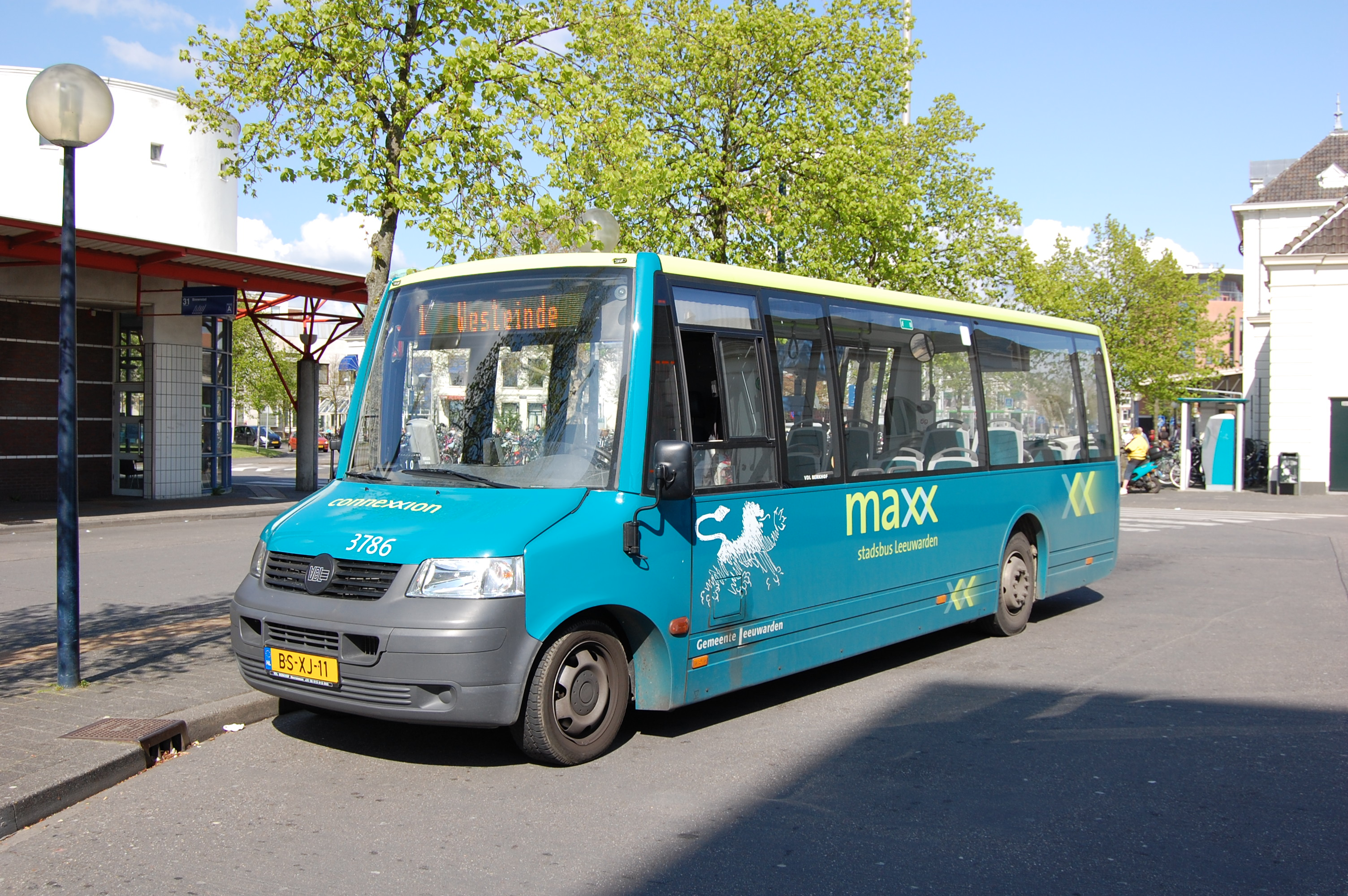
Procity-midibus als lijn 1 naar Westeinde

Maxx Leeuwarden was een onderdeel van het hoogwaardig openbaar vervoer in Leeuwarden dat werd uitgevoerd door Connexxion van 1 januari 2008 tot en met 8 december 2012. Op 9 december 2012 heeft Arriva het openbaar vervoer in Leeuwarden overgenomen, net zoals ze dat voor 1 januari 2008 had gedaan.
Leeuwarden is na Almere en Zwolle de derde stad waar het Maxx-concept ooit is toegepast.
Van maandag tot en met zaterdag reed er ieder kwartier een bus door Bilgaard, Vrijheidswijk, Camminghaburen, Aldlân en Nijlân. In de wijken Westeinde en Zuiderburen reed er elk half uur een bus. 's Avonds en op zondag reden de meeste lijnen één keer per uur. Op koopzondagen reden er vaker bussen.

## Materieel
Maxx Leeuwarden beschikte over:
- Berkhof Ambassador bussen voor de meeste lijnen;
- VDL Procity bussen voor de rustige lijnen / ritten;
- Gelede Mercedes-Benz Citaro bussen voor drukke lijnen (met name lijn 12).

De Berkhof Ambassadors waren afkomstig uit diverse (voormalige) Connexxion-gebieden, met name uit de Zaanstreek. Dit waren vooral bussen uit de 8380 - 8408 serie.
Ook de gelede Citaro’s waren afkomstig van de buslijnen in de Zaanstreek.
Tot halverwege 2011 reden er ook gelede Berkhof Duvedec-bussen op lijn 9 en 12. Deze zijn  buiten dienst gesteld. (Hiervoor waren de gelede Citaro's in de plaats gekomen.) Ook reed er een nieuwe VDL Citea CLF (wagenparknummer 3327) op de stadsdienst van Leeuwarden. Deze is halverwege 2011 uit de dienst gehaald.

## Lijnennet
Maxx Leeuwarden kende 17 stadslijnen. Het basisnet bestond uit de lijnen 1 t/m 9, 11 en 12. Het aanvullend net bestond uit de 3x-lijnen. In het Arriva-tijdperk voor 2008 werd gebruikgemaakt van de namen sternet (lage nummers) en servicenet (hoge 3x-nummers).
| Lijn | Route                                  | Via                                                         | Opmerkingen                                                                                      |
| ---- | -------------------------------------- | ----------------------------------------------------------- | ------------------------------------------------------------------------------------------------ |
| 1    | Busstation - Leeuwarden Westeinde      | Vosseparkwijk                                               | Reed maandag t/m zaterdag 2x per uur, zondag 1x per uur                                          |
| 2    | Busstation - Leeuwarden Aldlân         | Medisch Centrum Leeuwarden                                  | Reed maandag t/m zaterdag 2x per uur, zondag 1x per uur                                          |
| 3    | Busstation - Leeuwarden Camminghaburen | Schieringen                                                 |                                                                                                  |
| 4    | Busstation - Leeuwarden Nijlân         | Huizum                                                      | Reed maandag t/m zaterdag 2x per uur, zondag 1x per uur                                          |
| 5    | Busstation - FEC                       | "FEC" WTC Expo                                              |                                                                                                  |
| 6    | Busstation - Leeuwarden Bilgaard       | Transvaalwijk                                               |                                                                                                  |
| 7    | Busstation - Leeuwarden Zuiderburen    | Vegelinbuurt, Huizum-Dorp, Zuiderburen, Hempens-Teerns      |                                                                                                  |
| 8    | Busstation - Leeuwarden Vrijheidswijk  | Hoek                                                        |                                                                                                  |
| 9    | Busstation - Leeuwarden Scholen Nijlân | Van Hall Instituut, Medisch Centrum Leeuwarden, Aldlân-West | Reed maandag t/m vrijdag 4x per uur, Reed niet in het weekend en vakanties.                      |
| 11   | Busstation - Leeuwarden De Hemrik      | Schieringen, Friese Poort                                   | Reed niet in het weekend.                                                                        |
| 12   | Busstation - Leeuwarden Bouhof         |                                                             | Reed niet in het weekend en vakanties.                                                           |
| 31   | Busstation - Leeuwarden Binnenstad     | Centrum (linksom)                                           | Reed maandag t/m vrijdag 4x per uur, zaterdag en koopzondag 6x per uur. Reed gewone zondag niet. |
| 32   | Busstation - Leeuwarden Aldlân         | Vegelinbuurt, Schepenbuurt                                  | Reed maandag t/m zaterdag 2x per uur, zondag 1x per uur.                                         |
| 33   | Busstation - Leeuwarden Camminghaburen | Schieringen, Friese Poort                                   | Reed maandag t/m vrijdag 2x per uur, in de spits tot Friese Poort. Reed niet in het weekend.     |
| 34   | Busstation - Leeuwarden Nijlân         | Van Hall Instituut, Medisch Centrum Leeuwarden, Aldlân-West | Reed maandag t/m zaterdag 2x per uur, zondag 1x per uur                                          |
| 36   | Busstation - Leeuwarden Bilgaard       | de hofwijck                                                 | Reed maandag t/m zaterdag 2x per uur, zondag 1x per uur.                                         |
| 38   | Busstation - Leeuwarden Vrijheidswijk  | Cambuurstadion, Heechterp                                   | Reed maandag t/m zaterdag 2x per uur, zondag 1x per uur.                                         |

De volgende lijnen reden een deel van de dag bij het eindpunt als elkaar door:
| Lijnen  | Bij halte     |
| ------- | ------------- |
| 2 en 32 | Zwanebloem    |
| 4 en 34 | Mauritsplein  |
| 8 en 38 | Dragoonsplein |